# Армуаз, Жанна дез
Жанна дез Армуаз (фр. Jeanne des Armoises, в русских текстах иногда встречается написание Жанна д’Армуаз; ?—1446/1449) — неизвестная, выдававшая себя за Жанну д’Арк. Появилась через пять лет после предполагаемой казни Жанны. Вышла замуж за сеньора Робера дез Армуаз. Признана братьями Жанны и затем жителями Орлеана, однако в Париже была выставлена к позорному столбу. Родила двоих сыновей, скончалась в 1449 году. Споры о том, была ли она самозванкой или действительно спасшейся Девой Франции, продолжаются до сих пор. Род дез Армуаз существует во Франции и поныне.

## Появление
Неизвестная, называвшая себя Клод, появилась впервые в 1436 году в Гранж-оз-Орме, в Лотарингии. По воспоминаниям современников, выглядела она не лучшим образом — в потёртом дублете и шоссах, верхом на кляче, практически с пустым карманом. Первым, к кому она обратилась, был сир Николя Лув, прекрасно знавший подлинную Жанну, так как присутствовал вместе с ней на церемонии коронации в Реймсе и, благодаря её хлопотам, получил рыцарское звание. Лув оставил неизвестную у себя, ссудил её 30 франками, на которые была приобретена крепкая лошадка, и снабдил седлом и шпорами.
По свидетельству летописи
…и поведала она сиру Николя Луву многое, и уразумел он тогда вполне, что пред ним сама Дева Жанна Французская, которая была вместе с Карлом, когда его короновали в Реймсе.
Также её узнали другие дворяне, присутствовавшие на коронации — сеньор Робер Буле, подаривший неизвестной войлочную шляпу, и сир Николя Груанье, который в качестве подарка преподнес ей шпагу. Отсюда она связалась с двумя братьями Жанны, первый из которых был оруженосцем и имел прозвище Жан Малыш (он в это время находился в Лоше, рядом с королём), а второй, Пьер, был посвящён в рыцари с титулом мессира. После освобождения из плена в 1435 году он жил в Барруа. Известно, что оба безоговорочно узнали её, уже втроём они направились в город Мец, где воскресшая Жанна произвела настоящий фурор, народ сходился толпами, чтобы посмотреть на неё. В дальнейшем братья пригласили её в свой дом, где она гостила какое-то время, и снова вместе с братьями отправилась в Марвиль, на праздник Троицы, где местными сеньорами ей были подарены мужское платье, доспехи и боевой конь, которого она тут же уверенно оседлала.

Герб Жанны д’Арк, пожалованный ей королём.

В дальнейшем она посетила в Арлоне герцогиню Елизавету Люксембургскую, которую также сумела убедить в том, что является действительно той, за кого себя выдает. Сторонники «новой версии» обращают внимание, что герцогиня видела подлинную Жанну во время плена, и также могла не задумываясь разоблачить обман. В замке герцогини Жанна остаётся в течение 5 месяцев, во время которых в её честь дают балы и обеды, затем отправляется в Кёльн, в гости к графу Ульриху Вюртембергскому, где её принимают с не меньшей пышностью.
…Когда она прибыла, граф, возлюбив её всем сердцем, тотчас же повелел выковать для неё добрые доспехи.
Здесь, в Кёльне, она приняла участие в дипломатических интригах, пытаясь ссылками на «Божью волю» добиться, чтобы граф Ульрих был назначен епископом трирским. Эффект это возымело обратный — ею заинтересовалась инквизиция, представитель которой, Генрих Калтайзен, приказал «Деве Жанне» явиться к нему для допроса по подозрению в ереси и колдовстве. По свидетельству доминиканского монаха Жана Нидера, она предпочла не искушать судьбу и спешно вернулась в Арлон. В кёльнском городском архиве до настоящего времени сохраняется «охранная грамота, выданная Деве Франции, дабы никто не чинил ей препятствий в поездке в Вестфалию».
Тогда же, в 1436 году, начинается её переписка с городскими властями Орлеана, о чём сохранились записи в счётной книге города, безусловно подлинные. Первая из них относится к июлю 1439 года, следующие, соответственно — к августу и сентябрю. В частности, там упоминается, что Жану дю Лис 9 августа было выдано из городской казны 2 золотых за доставку в город «писем от его сестры Девы Жанны». Жан дю Лис ещё несколько раз ездил от «сестры» в Орлеан и затем к королю Карлу, у которого якобы просил разрешения «привезти свою сестру», но не получил его.

## Замужество
В Люксембурге Жанна встретилась с сеньором Робером дез Армуаз, который сделал ей официальное предложение. Сторонники «новой версии» опять же обращают внимание, что тот видел подлинную Жанну в 1425 году во время празднований, сопровождавших женитьбу Робера де Бодрикура.
Была отпразднована пышная свадьба. Брачный контракт утерян, но в XVII веке в журнале «Mercure Galant» была опубликована его копия. Известна также дарственная, в которой сеньор Робер передаёт своей супруге «Жанне, деве Франции» часть своих владений. Под документом стоят печати Жана де Тонельтиля и Собле де Дэна, друзей дез Армуаза. Как то было принято при заключении брака, гербы супругов были соединены, причем гербом Жанны оказался «щит, украшенный золотом, серебряной шпагой с ляпис-лазурью и увенчанный короной в обрамлении двух золотых лилий» — герб подлинной Жанны, данный ей королём при возведении в дворянство.
Фрагмент генеалогической таблицы семейства дез Армуаз:
|  |  |  |  |  |  | Мари де Жерардо — 1-й брак | Мари де Жерардо — 1-й брак | Мари де Жерардо — 1-й брак | Мари де Жерардо — 1-й брак | Мари де Жерардо — 1-й брак | Мари де Жерардо — 1-й брак |                                                                                          |                                                                                          |                                                                                          |                                                                                          |                                                                                          |                                                                                          | Ришар I дез Армуаз             | Ришар I дез Армуаз             | Ришар I дез Армуаз | Ришар I дез Армуаз | Ришар I дез Армуаз | Ришар I дез Армуаз |                                    |                                    |                                               |                                               |                                               |                                               | Анн де Сорбе — 2-й брак                       | Анн де Сорбе — 2-й брак                       | Анн де Сорбе — 2-й брак | Анн де Сорбе — 2-й брак | Анн де Сорбе — 2-й брак | Анн де Сорбе — 2-й брак |  |  |                                                          |                                                          |                                                          |                                                          |                                                          |                                                          |
|  |  |  |  |  |  | Мари де Жерардо — 1-й брак | Мари де Жерардо — 1-й брак | Мари де Жерардо — 1-й брак | Мари де Жерардо — 1-й брак | Мари де Жерардо — 1-й брак | Мари де Жерардо — 1-й брак |                                                                                          |                                                                                          |                                                                                          |                                                                                          |                                                                                          |                                                                                          | Ришар I дез Армуаз             | Ришар I дез Армуаз             | Ришар I дез Армуаз | Ришар I дез Армуаз | Ришар I дез Армуаз | Ришар I дез Армуаз |                                    |                                    |                                               |                                               |                                               |                                               | Анн де Сорбе — 2-й брак                       | Анн де Сорбе — 2-й брак                       | Анн де Сорбе — 2-й брак | Анн де Сорбе — 2-й брак | Анн де Сорбе — 2-й брак | Анн де Сорбе — 2-й брак |  |  |                                                          |                                                          |                                                          |                                                          |                                                          |                                                          |
|  |  |  |  |  |  |                            |                            |                            |                            |                            |                            |                                                                                          |                                                                                          |                                                                                          |                                                                                          |                                                                                          |                                                                                          |                                |                                |                    |                    |                    |                    |                                    |                                    |                                               |                                               |                                               |                                               |                                               |                                               |                         |                         |                         |                         |  |  |                                                          |                                                          |                                                          |                                                          |                                                          |                                                          |
|  |  |  |  |  |  |                            |                            |                            |                            |                            |                            | Жан дез Армуаз и де Жерардо (ум. в 1396, Никополис) — родоначальник линии графов Сермуаз | Жан дез Армуаз и де Жерардо (ум. в 1396, Никополис) — родоначальник линии графов Сермуаз | Жан дез Армуаз и де Жерардо (ум. в 1396, Никополис) — родоначальник линии графов Сермуаз | Жан дез Армуаз и де Жерардо (ум. в 1396, Никополис) — родоначальник линии графов Сермуаз | Жан дез Армуаз и де Жерардо (ум. в 1396, Никополис) — родоначальник линии графов Сермуаз | Жан дез Армуаз и де Жерардо (ум. в 1396, Никополис) — родоначальник линии графов Сермуаз |                                |                                |                    |                    |                    |                    | Ришар II дез Армуаз, маршал Барруа | Ришар II дез Армуаз, маршал Барруа | Ришар II дез Армуаз, маршал Барруа            | Ришар II дез Армуаз, маршал Барруа            | Ришар II дез Армуаз, маршал Барруа            | Ришар II дез Армуаз, маршал Барруа            |                                               |                                               |                         |                         |                         |                         |  |  |                                                          |                                                          |                                                          |                                                          |                                                          |                                                          |
|  |  |  |  |  |  |                            |                            |                            |                            |                            |                            | Жан дез Армуаз и де Жерардо (ум. в 1396, Никополис) — родоначальник линии графов Сермуаз | Жан дез Армуаз и де Жерардо (ум. в 1396, Никополис) — родоначальник линии графов Сермуаз | Жан дез Армуаз и де Жерардо (ум. в 1396, Никополис) — родоначальник линии графов Сермуаз | Жан дез Армуаз и де Жерардо (ум. в 1396, Никополис) — родоначальник линии графов Сермуаз | Жан дез Армуаз и де Жерардо (ум. в 1396, Никополис) — родоначальник линии графов Сермуаз | Жан дез Армуаз и де Жерардо (ум. в 1396, Никополис) — родоначальник линии графов Сермуаз |                                |                                |                    |                    |                    |                    | Ришар II дез Армуаз, маршал Барруа | Ришар II дез Армуаз, маршал Барруа | Ришар II дез Армуаз, маршал Барруа            | Ришар II дез Армуаз, маршал Барруа            | Ришар II дез Армуаз, маршал Барруа            | Ришар II дез Армуаз, маршал Барруа            |                                               |                                               |                         |                         |                         |                         |  |  |                                                          |                                                          |                                                          |                                                          |                                                          |                                                          |
|  |  |  |  |  |  |                            |                            |                            |                            |                            |                            |                                                                                          |                                                                                          | Аликс де Маннонвиль — 1-й брак                                                           | Аликс де Маннонвиль — 1-й брак                                                           | Аликс де Маннонвиль — 1-й брак                                                           | Аликс де Маннонвиль — 1-й брак                                                           | Аликс де Маннонвиль — 1-й брак | Аликс де Маннонвиль — 1-й брак |                    |                    |                    |                    |                                    |                                    | Робер дез Армуаз, сеньор Тишемон (ум. в 1450) | Робер дез Армуаз, сеньор Тишемон (ум. в 1450) | Робер дез Армуаз, сеньор Тишемон (ум. в 1450) | Робер дез Армуаз, сеньор Тишемон (ум. в 1450) | Робер дез Армуаз, сеньор Тишемон (ум. в 1450) | Робер дез Армуаз, сеньор Тишемон (ум. в 1450) |                         |                         |                         |                         |  |  | Жанна дю Лис, Дева Франции(?) — 2-й брак (7 ноября 1436) | Жанна дю Лис, Дева Франции(?) — 2-й брак (7 ноября 1436) | Жанна дю Лис, Дева Франции(?) — 2-й брак (7 ноября 1436) | Жанна дю Лис, Дева Франции(?) — 2-й брак (7 ноября 1436) | Жанна дю Лис, Дева Франции(?) — 2-й брак (7 ноября 1436) | Жанна дю Лис, Дева Франции(?) — 2-й брак (7 ноября 1436) |
|  |  |  |  |  |  |                            |                            |                            |                            |                            |                            |                                                                                          |                                                                                          | Аликс де Маннонвиль — 1-й брак                                                           | Аликс де Маннонвиль — 1-й брак                                                           | Аликс де Маннонвиль — 1-й брак                                                           | Аликс де Маннонвиль — 1-й брак                                                           | Аликс де Маннонвиль — 1-й брак | Аликс де Маннонвиль — 1-й брак |                    |                    |                    |                    |                                    |                                    | Робер дез Армуаз, сеньор Тишемон (ум. в 1450) | Робер дез Армуаз, сеньор Тишемон (ум. в 1450) | Робер дез Армуаз, сеньор Тишемон (ум. в 1450) | Робер дез Армуаз, сеньор Тишемон (ум. в 1450) | Робер дез Армуаз, сеньор Тишемон (ум. в 1450) | Робер дез Армуаз, сеньор Тишемон (ум. в 1450) |                         |                         |                         |                         |  |  | Жанна дю Лис, Дева Франции(?) — 2-й брак (7 ноября 1436) | Жанна дю Лис, Дева Франции(?) — 2-й брак (7 ноября 1436) | Жанна дю Лис, Дева Франции(?) — 2-й брак (7 ноября 1436) | Жанна дю Лис, Дева Франции(?) — 2-й брак (7 ноября 1436) | Жанна дю Лис, Дева Франции(?) — 2-й брак (7 ноября 1436) | Жанна дю Лис, Дева Франции(?) — 2-й брак (7 ноября 1436) |
|  |  |  |  |  |  |                            |                            |                            |                            |                            |                            |                                                                                          |                                                                                          |                                                                                          |                                                                                          |                                                                                          |                                                                                          |                                |                                |                    |                    |                    |                    |                                    |                                    |                                               |                                               |                                               |                                               |                                               |                                               |                         |                         |                         |                         |  |  |                                                          |                                                          |                                                          |                                                          |                                                          |                                                          |
|  |  |  |  |  |  |                            |                            |                            |                            |                            |                            |                                                                                          |                                                                                          |                                                                                          |                                                                                          |                                                                                          |                                                                                          |                                |                                | Филипп             |                    |                    |                    |                                    |                                    |                                               |                                               |                                               |                                               |                                               |                                               |                         |                         |                         |                         |  |  |                                                          |                                                          |                                                          |                                                          |                                                          |                                                          |

О следующих трёх годах жизни Жанны дез Армуаз неизвестно ничего, впрочем, считается, что в это время она родила мужу двоих сыновей.

## Посещение Орлеана, Тура и Пуату
До 1439 года жители Орлеана, как видно, были в растерянности, не зная, верить или нет слухам о спасении, и равно платили за мессы, служившиеся за «упокой души» Девы Жанны, так и её брату за доставку писем. Однако же 24 июля того же года она сама явилась в Орлеан, вызвав всеобщее воодушевление. Гостье был оказан исключительно пышный прием, улицы, по которым она проезжала, были увешаны хоругвями, Жанну и её братьев приветствовали толпы народа. В их честь двумя городскими патрициями, Жаном Люилье и Теваноном де Бурж, был дан пышный пир. «За добрую службу, оказанную ею указанному городу во время осады» Жанне преподнесли  на серебряном блюде «210 ливров парижской чеканки», что, по расчётам Мишеля Гимара, составляло около 2 млн франков по ценам 1958 года.Она пробыла в городе вплоть до открытия Генеральных Штатов в августе того же года, то есть, как отмечают сторонники «новой версии», — до прибытия в город 23 августа королевы Иоланты и Карла VII. Последний приём в честь Жанны был дан 4 сентября.
Такой же пышный приём ждал Жанну дез Армуаз в Туре, откуда она затем отправилась в Пуату, где продолжались боевые действия против англичан, и там встретилась с маршалом Франции Жилем де Рэ (позднее ставшим прототипом «Синей бороды»), который знал подлинную Жанну д’Арк и сражался вместе с ней с 1429 года. Он передал под командование Жанны дез Армуаз войска, сражавшиеся на севере провинции. Однако не сохранилось никаких документов, рассказывающих, как протекала её военная карьера.

## Саморазоблачение
В 1440 году Жанна дез Армуаз отправляется в Париж, но парламент, по всей вероятности, действовавший по негласному распоряжению короля, приказывает арестовать её по дороге, и затем «дама дез Армуаз» предстаёт перед парламентским судом, который приговаривает её как самозванку к позорному столбу.
Протоколы допроса Жанны дез Армуаз не сохранились, однако из более поздних источников известно, что она якобы рассказала о своем путешествии к папскому двору с целью испросить прощения за побои, нанесённые родителям. Для безопасности она переоделась в костюм солдата и затем принимала участие в боевых действиях, что якобы привело её к мысли выдать себя за Деву Франции. Как раскаявшаяся самозванка, Жанна была освобождена, и в дальнейшем, вероятно, вернулась к мужу.
Умерла Жанна дез Армуаз, по всей видимости, в 1446 году, впрочем, существуют достаточно сомнительные упоминания, будто она пережила Робера дез Армуаз и вышла замуж за некоего Жана Луийе. Впрочем, иногда считают, что речь идет о другой женщине — Жанне де Сермез, и путаница вызвана сходством имён.

## «За» и «против»
Сохранившиеся источники, тем или иным образом упоминающие Жанну дез Армуаз, не дают однозначного ответа, была ли она самозванкой или на самом деле «чудом спасшейся» Жанной д’Арк. Обращает на себя внимание, что сама «дама дез Армуаз» никогда не касалась вопроса, каким образом ей удалось избегнуть костра и где она обреталась в течение пяти лет, вплоть до своего нового появления, — или, по крайней мере, до нас эти сведения не дошли.
Существуют несколько современных гипотез, призванных прояснить этот момент. Так, иногда считается, что вместо Жанны сожжена была другая, причём в этом случае исследователи опираются на так называемый «дневник парижского буржуа», свидетеля казни, в котором тот замечает, что осуждённой косо надели дурацкий колпак, так что её лицо оказалось закрытым почти до подбородка. Известно также, что площадь в Руане, где проводилась казнь, была оцеплена плотным кругом из 800 английских солдат, несмотря на то что жители Руана отнюдь не сочувствовали Жанне. Окна домов, выходящие на площадь, приказано было закрыть деревянными ставнями.
Сведения о заколоченных окнах не подтверждаются достоверными источниками, к тому же наблюдать казнь можно было с крыш.
Со своей стороны, учёные, придерживающиеся традиционной версии, указывают на то, что «дневник» содержит достаточно много ошибок, и уже потому не может считаться абсолютно достоверным документом. Указывают также на то, что, по воспоминаниям свидетелей казни, «огонь сзади охватил её платье» и она предстала перед зрителями совершенно нагой, то есть все вполне могли убедиться, что казни подверглась именно она.
Подлинная Жанна, как считают «ревизионисты», была выведена из замка по некоему подземному ходу, за который принимают упомянутый в хрониках «locus occulti». Сторонники традиционной версии, в свою очередь, указывают, что в переводе с латыни эти слова значат всего лишь «потайное убежище», и говорят, скорее, о некой нише, прячась в которой, герцог Бедфордский мог незримо присутствовать при допросах пленницы.
Идея о том, что Жанну после её официальной казни держали в замке Монротье, в главной башне, где одно из помещений до сих пор носит название «тюрьмы Девы», и где она оставила в оконном проеме процарапанные метки, соответствующие количеству дней за четыре года заключения — всего лишь современная гипотеза, не подкрепленная ничем, кроме легенд и догадок. То же относится к предположению, что англичане за какую-то уступку выпустили её из заключения. Глухие упоминания в хрониках, что «Жанна, одетая как мужчина, отправилась в Италию к папскому двору», могли быть навеяны признанием самозванки.
Касательно того, что братья Жан и Пьер дю Лис узнали в неизвестной свою сестру, «традиционалисты» пытаются объяснить двумя путями. Первый заключается в том, что оба брата поддались самообману, так как до конца не смогли смириться с вестью о гибели Жанны. Второй вариант предполагает, что ими двигали корыстные цели, так как Пьер дю Лис, попавший в плен вместе с сестрой, выплатил за своё освобождение большой выкуп и оказался в достаточно затруднительном положении. Для подтверждения этой второй возможности ссылаются на дело некоей девицы Ферон, откровенной самозванки, которая выдавала себя за Деву Франции, и её поддержали два кузена подлинной Жанны, которых она сумела, видимо, соблазнить деньгами и обильным угощением.
Сторонники «новой версии», в свою очередь, указывают, что у подлинной Жанны были особые приметы — красное родимое пятно за ухом, несколько шрамов от старых ран в бедро и в шею, которые практически невозможно было подделать, и потому в «самообман» братьев дю Лис поверить можно только с серьёзной натяжкой. Что касается денег, то суммы, полученные Жаном (два реала парижской чеканки за доставку письма) были слишком незначительны, чтобы ради них затевать столь сложную игру.
Предполагают, что все или абсолютное большинство из видевших Жанну дез Армуаз были введены в заблуждение её действительным сходством с Орлеанской девой; об этом сходстве напрямую говорит, к примеру, камергер короля Гильом Гуфье, видевший «даму дез Армуаз» в Париже. Также предполагают массовый самообман или психоз — действительно бывшие далеко не редкостью в Средние века. Известно также, что многочисленные «узнавания» имели место и в случае других самозванцев, в частности, Наундорфа, выдававшего себя за «чудом спасшегося Людовика XVII» или Анны Андерсон — лже-Анастасии. С другой стороны, придерживающиеся «новой версии» обращают внимание, что с «дамой дез Армуаз» встречались и говорили те, кто близко знал «настоящую» Жанну, к примеру, маршал Жиль де Ре, Николя Лув, Николя Груанье; двое свидетелей, подписавшие акт передачи Жанне дез Армуаз части владений мужа, также прекрасно были знакомы с «подлинной» героиней Франции. Трудно предположить, что все без исключения стали жертвами самообмана. Что касается «узнаваний» Наундорфа — юный Людовик умер в возрасте 12 лет, «вернулся» — в 40, в случае Жанны же прошло лишь чуть больше четырёх. Андерсон «узнавали» те, кто не был лично знаком с великой княжной и в лучшем случае видел её мельком, причем достаточно много лет назад.
Сторонники «новой версии» считают, что в Орлеане во время визита «дамы дез Армуаз» жила Изабелла Роме — мать подлинной Жанны. Однако, со своей стороны, традиционалисты указывают, что с уверенностью можно говорить о её жизни в Орлеане с 1440 года (т.е. годом позже), свидетельства о её нахождении в городе до этого срока носят слишком сомнительный характер).
Также обращается внимание, что братья Жанны были отнюдь не наказаны за поддержку «самозванки», наоборот — старший, Пьер, получил пенсию в 121 ливр, был принят в аристократический орден Дикобраза, Жан последовательно становился бальи Вермандуа, капитаном Шартрским и, наконец, сменил де Бодрикура на посту шомонского бальи. «Традиционалисты», со своей стороны, утверждают, что королём могли двигать чисто политические мотивы.
Прочие «свидетельства» имеют ещё меньшую цену. Хроники противоречат друг другу, воспроизводя ходившие в обществе слухи, что «Жанна была сожжена или приговорена к сожжению», о том, что её не узнал руанский палач Жоффруа Терраж, или на одной странице отмечая «подлинность» Жанны дез Армуаз, а на другой — обвиняя её в самозванстве, так что любую из частей при желании можно считать самообманом автора или позднейшей тенденциозной вставкой. Также, в зависимости от заранее принятой точки зрения, можно доверять или считать подозрительным её признание, сделанное якобы перед парижским парламентом. Документ, выданный в начале 1450-х годов, даровавший Жанне официальное прощение за то, что она выдавала себя за Орлеанскую деву, также весьма сомнителен, и может относиться к самозванке де Сермез, тем более, как часто полагают, Жанна дез Армуаз умерла в 1449 году.
«Традиционалисты» считают, что для простолюдинки (каковой, по их мнению, являлась Жанна (или Клод) дез Армуаз, большой удачей оказалось замужество. Приводится также сохранившаяся легенда, что сеньор дез Армуаз в наказание за обман отправил жену в сумасшедший дом близ Брие. Сторонники «новой версии», со своей стороны, указывают на то, что сеньор Робер был не слишком богат. За «неповиновение» в 1424 году у него были отняты земли в Норруа, затем в 1425 году он лишился замка Тишмон. Через несколько недель после свадьбы ему пришлось «ввиду крайней необходимости» также продать четверть из своих земельных владений в Аррукуре. Также отмечается, что потенциальная самозванка сильно рисковала — для свадьбы пришлось бы предоставить подлинные документы. Опять же, близким другом жениха был Николя Лув, вместе с Жанной присутствовавший на коронации, и благодаря её ходатайству получивший рыцарский сан, да и сам сеньор дез Армуаз был кузеном Робера де Бодрикура, к которому Жанна обратилась за помощью, пытаясь добраться до короля в самом начале своей «карьеры».
Видимое сходство барельефа Жанны д’Арк и медальона Жанны дез Армуаз могло быть как реальным фактом, так и специально сделанным подобием, призванным подкрепить притязания самозванки.
Известно, что в замке сеньора дез Армуаз долго сохранялось изображение Жанны в воинском облачении, и члены рода дез Армуаз до сих пор чтут Жанну как самую прославленную среди их предков — но эти свидетельства мало о чём говорят.
Вероятно, без новых свидетельств личность Жанны дез Армуаз не может быть окончательно раскрыта.
Возможно, что супругой Робера дез Армуаза была сестра Жанны Катрин, урождённая Дарк. Сведения о её судьбе неясны, считается, что она умерла или исчезла вскоре после присвоения Жанне и её близким дворянства. Если так, то и Катрин была графиней Лилии и имела право на тот же титул. И, разумеется, для братьев Жанны она была сестрой. Вполне вероятно также, что она сильно походила на Жанну и могла иметь такие же родинки. Соратники Жанны были заинтересованы в путанице, так как она избавляла их от ответственности за то, что они оставили Жанну в беде.
Представителями академической науки вероятность того, что Жанна дез Армуаз была спасшейся Жанной д’Арк, однозначно отвергается. Подробно вопрос о «второй Жанне» рассмотрен в книге Я. Грандо «Поруганная Жанна» (с предисловием Режин Перну), последовательно опровергнувшего гипотезы «парадоксалистов» на основании тщательного анализа источников.
Источники часто находятся в противоречии друг другу, иногда авторы по очереди излагают то одну, то другую точку зрения, как видно, оставаясь в полной растерянности касательно этого вопроса. Тем не менее, лишь сюрвивисты (сторонники теории «спасения» Жанны) считают Жанну дез Армуаз Жанной д’Арк. Остальные исследователи называют Жанну дез Армуаз обманщицей и авантюристкой.
А. Левандовский пишет:
Славная когорта парадоксалистов дружно заявляет, что Жанна д’Арк и самозванка, подлинное имя которой было Клод, — одно лицо! Доказательства? По-прежнему никаких. И какие же здесь могут быть доказательства, если вся деятельность самозванки, её алчность, склонность к интриге, приверженность к удовольствиям стола и постели — всё это в корне противоречит облику подлинной Девы, известной нам по документам. Наконец, уже говорилось, что самозванка была разоблачена и, сверх того, во всём призналась сама. Но какое дело до этого «крушителям традиций»?